# Liste des gouverneurs du Dauphiné
La fonction de gouverneur du Dauphiné a d'abord été destinée à assurer la présence du pouvoir delphinal lorsque le dauphin de Viennois devait s'absenter. Après le "transport" du Dauphiné de Viennois à la France par Humbert II en 1349, le gouverneur, outre son rôle de commandant militaire, représente les dauphins de France qui ne résident habituellement pas dans la province. Choisi dans l'entourage immédiat du dauphin (ou du roi-dauphin) dont il est généralement un conseiller, le gouverneur est peu à peu doté de pouvoirs de plus en plus élargis jusqu'à l'avènement des Valois-Angoulême.
Ce n'est qu'avec la disparition progressive des droits coutumiers de la province et le glissement vers la monarchie absolue que les gouverneurs, proches de la famille royale, cessent d'exercer réellement le pouvoir, en même temps que l'appellation "dauphin" est vidée de sa substance juridique.

## Avertissement
L'ensemble de cette liste reprend principalement les données accessibles sur les bibliothèques numériques ; il est probable que des ouvrages et articles plus récents et mieux documentés puissent permettre de la corriger et de la préciser.
Ne figurent ici que les gouverneurs du Dauphiné, à l'exclusion des autres fonctions que sont :
- le lieutenant du gouverneur du Dauphiné,
- le lieutenant du roi en Dauphiné et le lieutenant-général,
- le gouverneur (ou capitaine de la ville) de Grenoble,
- les gouverneurs en Dauphiné, généralement chargés d'un secteur ou d'une ville de la province.

## Gouverneurs des Dauphins de Viennois
Avant 1349, le Dauphiné était divisé en plusieurs pays susceptibles d'avoir chacun leur gouverneur : Viennois - Saint-Marcellin, Briançonnais, Embrunnais, Gapençais, Grésivaudan, Viennois - La Tour, enfin les Baronnies à partir de 1315 et 1317. Ces gouverneurs sont nommés par les Dauphins en fonction des besoins.
| Date             | Gouverneur           | Dates        | Blason     | Titres                 | Fonctions                               | Commentaires |
| ---------------- | -------------------- | ------------ | ---------- | ---------------------- | --------------------------------------- | --- |
| ap.1282 av.1292  | Odon Alleman         | v.1225-1292  | Valbonnais | Seigneur de Champs     | Gouverneur d'Embrunais et de Gapençais. | Premier gouverneur signalé par les textes ? N'est pas encore en fonctions lors de l'hommage de ses vassaux le 18 juin 1282.                                                               |
| 1310, 29 février | Aymon de Montagny    | av.1250-1316 | Montagny   | Abbé de Saint-Antoine  | Conseiller du Dauphin                   | Grand-maître de la Maison de l'Aumône (1273), il participe au concile de Vienne en 1289 et obtiendra l'autonomie de son abbaye en 1297, devenant le premier abbé de l'ordre des Antonins. |
| 1310, 29 février | Arthaud de Rossillon | 1275-1316    | Roussillon | Seigneur d'Annonay     | Conseiller du Dauphin Jean              | Nommé gouverneur en même temps que Montagne et Valbonnais. |
| 1310, 29 février | Guigues Alleman      | 1255-1320    | Valbonnais | Seigneur de Valbonnais | Conseiller du Dauphin                   | La famille Alleman de Valbonnais possédait de nombreux fiefs au sud de Grenoble. Nommé gouverneur en même temps que les deux précédents.*                                                 |
| 1333             | Henri de Villars     | av.1300-1354 | Villars    | Vicaire du Dauphin     | Conseiller du Dauphin                   | Évêque de Viviers puis de Valence, primat des Gaules en 1342. Issu de la famille de Villars, deux fois représentée à Valence et Lyon.                                                     |

## Gouverneurs du Dauphiné de 1349 jusqu'auXVesiècle
À partir de 1349, le Dauphiné est confié au fils aîné du roi de France. Ce dernier (qui peut être enfant ou adolescent) ne réside que rarement dans sa province et en confie volontiers le gouvernement à l'un de ses proches, généralement membre du Conseil royal. Le gouverneur est alors investi de très vastes pouvoirs, jusqu'en 1409.
| Date                                                       | Gouverneur                                                                                               | Dates | Blason                                                                                                   | Titres                                                                                                   | Fonctions                                                                                                | Commentaires |
| ---------------------------------------------------------- | --- | --- | --- | --- | --- | --- |
| 1349, fin d'année                                          | Aymar de Poitiers                                                                                        | 1322-v.1375                                                                                              | Poitiers                                                                                                 | Comte de Valentinois et Diois                                                                            | Recteur du Comtat-Venaissin (1372)                                                                       | Accompagne les négociations avec la Savoie qui aboutissent au Traité de Paris (1355)* |
| 1355, ap. 13 juin                                          | Jean d'Auvergne                                                                                          | † 1386                                                                                                   | Auvergne                                                                                                 | Comte de Montfort                                                                                        | {{{1}}}                                                                                                  | Deviendra en 1361 comte d'Auvergne et de Boulogne. |
| 1356, 3 octobre                                            | Guillaume de Vergy                                                                                       | 1290-1361                                                                                                | Vergy | Seigneur de Miribel                                                                                      | {{{1}}}                                                                                                  | Préside à l'organisation des États provinciaux du Dauphiné (1357) calqués sur les États généraux de France, réunissant les Trois Ordres. |
| 1361, 7 octobre                                            | Raoul de Vienne                                                                                          | av.1330-1388                                                                                             | Louppy                                                                                                   | Seigneur de Louppy                                                                                       | Conseiller du roi                                                                                        | Conclut en 1362 un accord avec le comte de Savoie contre les Grandes compagnies, auquel sont associés le comte de Valentinois et celui de Genève. Cet accord est renforcé en 1363 par le comte-évêque de Valence. Après l'avoir contré en 1364, il soutient en 1368 le duc d'Anjou contre la Reine Jeanne. |
| 1369, 22 décembre                                          | Jacques de Vienne                                                                                        | † 1372                                                                                                   | Vienne                                                                                                   | Seigneur de Saint-Georges et de Longwy                                                                   | Capitaine général du Duché de Bourgogne                                                                  | Négociateur du traité de Guillon (1360), fait prisonnier à la Bataille de Brignais (1362), fait hommage au roi Jean le 28 avril 1366 pour 500£ de rente. |
| 1372, 10 décembre                                          | Charles de Bouville                                                                                      | ap.1297-1385                                                                                             | Bouville                                                                                                 | Seigneur de Saint-Vrain                                                                                  | Chambellan du roi                                                                                        | Lieutenant du roi au vicariat du royaume d'Arles (1378-), ambassadeur auprès de la Diète de Francfort (1379), établit fermement le pouvoir royal en Dauphiné. |
| 1385, août                                                 | Vacance (durant ces trois mois, le Conseil delphinal administre la province au nom du dauphin)           | Vacance (durant ces trois mois, le Conseil delphinal administre la province au nom du dauphin)           | Vacance (durant ces trois mois, le Conseil delphinal administre la province au nom du dauphin)           | Vacance (durant ces trois mois, le Conseil delphinal administre la province au nom du dauphin)           | Vacance (durant ces trois mois, le Conseil delphinal administre la province au nom du dauphin)           | Vacance (durant ces trois mois, le Conseil delphinal administre la province au nom du dauphin) |
| 1385 17 octobre                                            | Enguerrand d'Eudin                                                                                       | † 1390                                                                                                   | D'Eudin                                                                                                  | Chevalier Seigneur de Châteauvillain                                                                     | Chambellan de Charles V, conseiller de Charles VI                                                        | A été gouverneur de Ponthieu et de Tournai (1369) puis sénéchal de Beaucaire (1382) et lieutenant de Bouville. |
| 1390, mars                                                 | Vacance (durant cette période, le roi charge le Conseil delphinal d'administrer la province en son nom). | Vacance (durant cette période, le roi charge le Conseil delphinal d'administrer la province en son nom). | Vacance (durant cette période, le roi charge le Conseil delphinal d'administrer la province en son nom). | Vacance (durant cette période, le roi charge le Conseil delphinal d'administrer la province en son nom). | Vacance (durant cette période, le roi charge le Conseil delphinal d'administrer la province en son nom). | Vacance (durant cette période, le roi charge le Conseil delphinal d'administrer la province en son nom). |
| 1391, 1er avril                                            | Jacques de Montmaur                                                                                      | † 1406                                                                                                   | Montmaur                                                                                                 | Chevalier                                                                                                | Gouverneur de La Rochelle                                                                                | Destitué sur plainte des États de Dauphiné en 1399 (sera rétabli en 1406). |
| 1399, 1er avril                                            | Geoffroy Boucicaut Le Meingre                                                                            | † v.1430                                                                                                 | Meingre                                                                                                  | Chevalier                                                                                                | - | Après le rétablissement des pouvoirs temporels des archevêques de Vienne (1400), Boucicaut tente d'arbitrer une querelle incendiaire impliquant le prélat Thibaud de Rougemont (1402-1403). Destitué sur plainte des États en 1406 (sera rétabli ensuite).                                                 |
| 1406                                                       | Jacques de Montmaur                                                                                      | † 1406                                                                                                   | Montmaur                                                                                                 | Chevalier                                                                                                | Chambellan du roi                                                                                        | Rétabli en 1406, année de sa mort. |
| 1406, 13 septembre                                         | Geoffroy Boucicaut Le Meingre                                                                            | † v.1430                                                                                                 | Meingre                                                                                                  | Chevalier                                                                                                | - | Rétabli par décision du roi après le décès de Montmaur. |
| 1407, 21 avril. La Neufville 1760, p. 49 le donne en 1404. | Guillaume de Laire                                                                                       | (av.1370 - ap.1410)                                                                                      | Laire | Seigneur de Cornillon                                                                                    | Chambellan du roi, chevalier de l'ordre du Camaïl, lieutenant du vicaire impérial d'Arles.               | Proche du duc d'Orléans qui le maintient au Conseil du roi en 1406, il est victime de la régence. C'est le dernier gouverneur dont les actes portent un sceau personnalisé. |

## Gouverneurs du Dauphiné au début duXVesiècle
Cette nouvelle période, qui débute au cœur du conflit entre Armagnacs et Bourguignons, voit les pouvoirs des gouverneurs décroître progressivement au profit du Conseil delphinal. Le dernier dauphin souverain en titre sera Louis II de Dauphiné, à qui son père Charles le Victorieux donnera ce pouvoir dès sa cinquième année (1428 - avant que Louis ne l'exerce réellement en 1441). Depuis, si le titre de Dauphin reste attaché à la primogéniture mâle de la couronne de France, il est vidé de toute souveraineté.
| Date               | Gouverneur                                                                                              | Dates                                                                                                   | Blason                                                                                                  | Titres                                                                                                  | Fonctions                                                                                               | Commentaires |
| ------------------ | --- | --- | --- | --- | --- | --- |
| 1409, 8 janvier    | Régnier Pot                                                                                             | v.1342-1432                                                                                             | Pot | Seigneur de La Prugne et de La Roche-Nolay                                                              | Gouverneur du Languedoc (1411-1412), conseiller de Philippe le Bon, chevalier de la Toison d'Or         | Démis en juin ou juillet 1414 |
| 1414, 18 juillet   | Jean d'Angennes                                                                                         | † 1418                                                                                                  | Angennes                                                                                                | Seigneur de Rambouillet et de La Loupe                                                                  | 1410 : Chambellan du roi et du duc de Guyenne                                                           | Également capitaine de la garde du Louvre, meurt au siège de Rouen. |
| 1415, 13 juillet   | Guichard II Dauphin                                                                                     | v.1365/71-1415                                                                                          | Jaligny                                                                                                 | Seigneur de Jaligny                                                                                     | Chanoine de Nevers (1405), Maître d'Hôtel du roi (1408), Gouverneur de Montreuil (1413)                 | Représenté en Dauphiné par Artus de Langon et Jean de La Bis. Tué dans une charge de cavalerie à Azincourt le 25 octobre 1415. |
| 1415, octobre      | Vacance (durant cette période, le roi charge le Conseil delphinal d'administrer la province en son nom) | Vacance (durant cette période, le roi charge le Conseil delphinal d'administrer la province en son nom) | Vacance (durant cette période, le roi charge le Conseil delphinal d'administrer la province en son nom) | Vacance (durant cette période, le roi charge le Conseil delphinal d'administrer la province en son nom) | Vacance (durant cette période, le roi charge le Conseil delphinal d'administrer la province en son nom) | Vacance (durant cette période, le roi charge le Conseil delphinal d'administrer la province en son nom) |
| 1416, 7 février    | Henri le Roux                                                                                           | v.1381-1424                                                                                             | Sassenage                                                                                               | Baron de Sassenage                                                                                      | Conseiller du roi, superviseur testamentaire du comte de Valentinois et Diois (1419)                    | En 1417 et 1418, réforme la monnaie dauphinoise ; démissionne en 1420 pour faire un pèlerinage à Jérusalem ; tué en 1424 à la bataille de Verneuil.                                                                                  |
| 1420, juillet      | Gilbert de Mostier                                                                                      | v.1380-1464                                                                                             | Motier                                                                                                  | Seigneur de La Fayette et Montgibaud                                                                    | Conseiller et chambellan du roi, Maréchal de France (1421)                                              | Également Sénéchal de Bourbonnais, Maréchal du duc de Bourbon, Lieutenant-Général pour le Roi en Languedoc, Lieutenant du Dauphin puis son Capitaine-Général en Lyonnais et Mâconnais (1417), Sénéchal de Beaucaire et Nîmes (1439). |
| 1420, 21 novembre  | Randon de Joyeuse                                                                                       | ?-? | St-Didier                                                                                               | Seigneur de Saint-Didier                                                                                | Baron de Joyeuse                                                                                        | Chevalier banneret, conseiller et chambellan du roi |
| 1425, 13 juillet   | Bérauld Dauphin d'Auvergne                                                                              | 1380-1426                                                                                               | Jaligny                                                                                                 | Comte d'Auvergne et de Sancerre, seigneur de Sagonne                                                    | Conseiller du roi                                                                                       | Tué au Conseil du roi le 28 juillet 1426 sous les yeux de Charles VII. |
| 1426, 6 juin       | Mathieu de Foix                                                                                         | † 1453                                                                                                  | Comminges                                                                                               | Comte consort de Comminges (1419-1443)                                                                  | Chevalier de la Toison d'or (1440)                                                                      | Député du roi au concile de Constance (1416), se fait représenter en Dauphiné par Jean Girard. |
| 1428, 1er novembre | Raoul de Gaucourt                                                                                       | v.1375-1462                                                                                             | Gaucourt                                                                                                | Seigneur d'Hargicourt                                                                                   | Conseiller et premier chambellan du roi, Grand Maître de France (1456-1461)                             | Poursuit la guerre contre le prince d'Orange jusqu'à la prise d'Auberive et la victoire d'Anthon (1430). Nomme Jean Girard puis, le 26 août 1434, Guillaume Jouvenel des Ursins comme lieutenants.                                   |
| 1441               | Bertrand de Loupy                                                                                       | ?-? | | - | - | Cité par des actes du 27 août 1442, 24 juillet et 6 décembre 1447. |

## Gouverneurs du Dauphiné depuis Louis XI
L'arrivée du dauphin Louis II en exil dans ses États en 1446 change radicalement les usages du gouvernement : le Dauphin exerce réellement son pouvoir puis en confie une partie au Conseil delphinal qu'il transforme en Parlement du Dauphiné (1453) : le gouverneur n'exerce plus réellement qu'un pouvoir militaire, jusqu'au début du XVIe siècle. Le roi Charles le Victorieux, après la fuite de son fils Louis, ne peut laisser à cette province la possibilité de se retourner encore contre la couronne : 1457 marque la fin de l'autonomie (relative) du Dauphiné.
| Date                              | Gouverneur                        | Dates                             | Blason    | Titres                                                                                       | Fonctions                                                                                    | Commentaires |
| --------------------------------- | --------------------------------- | --------------------------------- | --------- | -------------------------------------------------------------------------------------------- | -------------------------------------------------------------------------------------------- | --- |
| (Derniers jours de 1447, vacance) | (Derniers jours de 1447, vacance) | (Derniers jours de 1447, vacance) |           | Intérim du Président du Conseil delphinal, Jean Girard, vice-chancelier du dauphin Louis.    | Intérim du Président du Conseil delphinal, Jean Girard, vice-chancelier du dauphin Louis.    | Intérim du Président du Conseil delphinal, Jean Girard, vice-chancelier du dauphin Louis. |
| 1448, 1er janvier                 | Louis de Laval                    | v.1411-1489                       | Montfort  | Seigneur de Châtillon                                                                        | Chambellan du dauphin Louis II                                                               | Nommé par le Dauphin lors de son exil en Dauphiné de 1446 à août 1456 (il semble assumer son propre intérim jusqu'à l'arrivée de son successeur). Sera ensuite gouverneur de Gênes (1461), puis de Champagne (1465-1472) et de Touraine (1483-1484), et Chevalier de l'Ordre de Saint-Michel (1467). |
| 1457, 4 janvier                   | Jean Bâtard d'Armagnac            | † 1473                            | Armagnac  | Chevalier                                                                                    | Conseiller et chambellan de Louis XI                                                         | Sénéchal de Valentinois le 10 août 1450 et Maréchal de Dauphiné. |
| 1463, 16 juin                     | Louis de Crussol                  | v.1425-1473                       | Crussol   | Seigneur de Beaudisner.                                                                      | Grand panetier de France (1461)                                                              | Sera en 1469 Maître général de l'artillerie, sénéchal du Poitou et chevalier de l'Ordre de Saint-Michel. Se démet de sa fonction après juillet 1472. |
| 1472                              | Jean Bâtard d'Armagnac            | † 1473                            | Comminges | Comte de Comminges (1461-)                                                                   | Conseiller et chambellan de Louis XI                                                         | Maréchal de France (1461), gouverneur de Guyenne (1462-1472), légitimé en 1463, chevalier de l'Ordre de Saint-Michel (1469). |
| (1473, septembre, vacance)        | (1473, septembre, vacance)        | (1473, septembre, vacance)        |           | Intérim du lieutenant 'Louis Richard', seigneur de Saint-Priest et filleul du dauphin Louis. | Intérim du lieutenant 'Louis Richard', seigneur de Saint-Priest et filleul du dauphin Louis. | Intérim du lieutenant 'Louis Richard', seigneur de Saint-Priest et filleul du dauphin Louis. |
| 1474, 7 mars                      | Jean de Daillon                   | 1423-1481                         | Daillon   | Seigneur du Lude                                                                             | Chambellan du roi (1468)                                                                     | Bailli de Cotentin (1470-1474). Il ajoute deux conseillers au Parlement et un à la Chambre des comptes après avoir reçu pour le Dauphiné l'hommage du prince d'Orange. |
| 1481, 19 décembre                 | Palamède de Forbin                | 1433-1508                         | Forbin    | Seigneur de Solliès, etc.                                                                    | Lieutenant-général, Gouverneur et Grand sénéchal de Provence                                 | Établit l'union de la Provence à la France (1482) |
| 1482, juin                        | Jacques de Miolans                | † 1496                            | Miolans   | Seigneur d'Anjou en Dauphiné                                                                 | Grand chambellan de Charles VIII                                                             | Envoie Étienne de Poissy, sire de Hauterive, le représenter pour son entrée en fonctions |

## Gouverneurs de la province de Dauphiné
| Date                              | Gouverneur                        | Dates                             | Blason      | Titres                                                                                              | Fonctions                                                                                                   | Commentaires |
| --------------------------------- | --------------------------------- | --------------------------------- | ----------- | --------------------------------------------------------------------------------------------------- | --- | --- |
| 1483, 13 novembre                 | François d'Orléans                | 1447-1491                         | Longueville | Comte de Dunois et de Longueville                                                                   | Chambellan du roi                                                                                           | Chambellan, connétable et gouverneur de Normandie. Après accord du roi (27 mars 1484), nomme son lieutenant Hugues de la Palu le 19 avril 1484.                |
| 1485, 13 février                  | Philippe de Bresse                | 1438-1497                         | Savoie      | Comte de Beaujeu, baron de Bresse, etc.                                                             | Gouverneur de Guyenne (1466-1468), puis de Bourgogne (1469-1473), et lieutenant général du Lyonnais (1486-) | Appelé Monsieur sans Terre, il deviendra duc de Savoie en 1496.                                                                                                |
| 1491, 7 octobre                   | Jacques de Miolans                | † 1496                            | Miolans     | Seigneur d'Anjou                                                                                    | À nouveau gouverneur                                                                                        | Nomme Antoine de Mévouillon comme lieutenant. |
| 1497, 17 juillet                  | Jean de Foix                      | 1450-1500                         | Foix-Béarn  | Comte d'Étampes, vicomte de Narbonne                                                                | Dans l'état-major du roi, gouverneur du Milanais (1496-1497)                                                | Beau-frère du roi, il revendique le trône de Navarre en 1483 jusqu'à la paix de Tarbes, en 1497.                                                               |
| (1500, novembre, à 1503, vacance) | (1500, novembre, à 1503, vacance) | (1500, novembre, à 1503, vacance) |             | Intérim du lieutenant du Gouverneur, Antoine de Mévouillon, sire de Bressieux et de Ribiers.        | Intérim du lieutenant du Gouverneur, Antoine de Mévouillon, sire de Bressieux et de Ribiers.                | Intérim du lieutenant du Gouverneur, Antoine de Mévouillon, sire de Bressieux et de Ribiers.                                                                   |
| 1503                              | Gaston de Foix                    | 1489-1512                         | Foix-Béarn  | Comte de Foix, duc de Nemours et vicomte d'Étampes                                                  | Général des armées du roi en Italie                                                                         | Chargé de la défense du Milanais en 1511, surnommé Foudre d'Italie pour la rapidité de ses manœuvres, il est tué à la bataille de Ravenne.                     |
| (1512 à 1514, vacance)            | (1512 à 1514, vacance)            | (1512 à 1514, vacance)            |             | Intérim du lieutenant du Gouverneur, Jean de Poitiers, vicomte d'Étoile, seigneur de Saint-Vallier. | Intérim du lieutenant du Gouverneur, Jean de Poitiers, vicomte d'Étoile, seigneur de Saint-Vallier.         | Intérim du lieutenant du Gouverneur, Jean de Poitiers, vicomte d'Étoile, seigneur de Saint-Vallier.                                                            |
| 1514, 26 octobre                  | Louis d'Orléans                   | 1480-1516                         | Orléans-L   | Duc de Longueville, marquis de Rhotelin, comte de Neufchastel                                       | Grand chambellan de France                                                                                  | Prisonnier des Anglais en 1513 (et manifestement revenu avant 1514).                                                                                           |
| 1516, 17 septembre                | Artus Gouffier                    | 1474-1519                         | Gouffier    | Seigneur de Boisy, comte d'Étampes, baron de Montlevrier                                            | Pair et Grand-maître de France                                                                              | Frère du suivant |
| 1519, 27 septembre                | Guillaume Gouffier                | v.1482-1525                       | Gouffier    | Seigneur de Bonnivet puis de Boisy                                                                  | Conseiller du roi, amiral de France                                                                         | Gouverneur de Languedoc, chambellan du roi Charles et sénéchal de Saintonge dont il est originaire.                                                            |
| (1524, octobre, à 1525, mai)      | (1524, octobre, à 1525, mai)      | (1524, octobre, à 1525, mai)      |             | Gouverneur par commission de la Régente Louise, Charles Alleman, sire de Laval.                     | Gouverneur par commission de la Régente Louise, Charles Alleman, sire de Laval.                             | Gouverneur par commission de la Régente Louise, Charles Alleman, sire de Laval.                                                                                |
| 1525, 9 mai                       | Michel-Antoine de Saluces         | 1495-1528                         | Saluzzo     | Marquis de Saluces                                                                                  | Gouverneur du comté d'Asti, puis du Milanais, puis de Savone                                                | Gouverneur de Paris et d'Île-de-France (1526-), Lieutenant-général en Italie (1527), battu lors de la bataille d'Aversa, il meurt des suites de ses blessures. |

### Les Bourbons en Dauphiné

Lesdiguières

| Date                                                              | Gouverneur                                                        | Dates                                                             | Blason      | Titres | Fonctions | Commentaires |
| ----------------------------------------------------------------- | ----------------------------------------------------------------- | ----------------------------------------------------------------- | ----------- | --- | --- | --- |
| 1526, 7 mai                                                       | François de Bourbon                                               | 1491-1545                                                         | St-Pol      | Comte de Saint-Pol | Capitaine général dans l'armée d'Italie | Sous ce gouvernorat François Ier reprend le pouvoir de nomination en Dauphiné. |
| 1545, septembre                                                   | François II de Bourbon                                            | 1536-1546                                                         | St-Pol      | Comte de Saint-Pol | Nommé enfant en l'honneur de son père . | En survivance de son père, décédé le 1er septembre. |
| 1547, 14 mai                                                      | François de Lorraine                                              | 1520-1563                                                         | Guise       | Comte puis duc d'Aumale, enfin duc de Guise | Pair et grand Chambellan de France, Gouverneur de Savoie après la conquête d'Henri II (1550) | Reprise de l'Édit précédent : Déclaration du 26 mai 1531, seul le roi pourvoit aux Offices. |
| 1562, 16 janvier                                                  | Antoine de Bourbon                                                | 1518-1562                                                         |             | Roi de Navarre, duc de Vendôme | Pair de France, Gouverneur de Guyenne, gouverneur de Picardie | Il reçoit ce gouvernement en dédommagement du fais quil ne deviennent pas régent du royaume, au nom de Charles IX laissant cette charge à Catherine de Médicis au nom de son fils, elle le nomme donc lieutenant général du royaume (1561) et gouverneur du Dauphiné. |
| 1562, 16 janvier                                                  | Charles de Bourbon                                                | 1515-1565                                                         | Roche/Yon   | Prince de La Roche-sur-Yon (et duc de Baupreau ?) | Officier, gouverneur du Dauphin | Reçoit, comme ses successeurs, 4.000 ducats de gages : le gouvernorat devient une sinécure. |
| 1565, 15 octobre                                                  | Louis de Bourbon                                                  | 1513-1582                                                         | Montpensier | Duc de Montpensier, souverain de Dombes | Pair de France | Frère du précédent, gouverneur de Touraine, Anjou et Maine (1560) et de Bretagne (1569). |
| 1569, 11 décembre                                                 | François de Bourbon                                               | 1542-1592                                                         | Montpensier | Dauphin d'Auvergne, duc de Montpensier | Gouverneur d'Anjou, Maine, Touraine et Orléans (1588) | Gouverneur-Gal de Languedoc et Dauphiné, il fait son entrée à Vienne le 20 avril 1574. Fils du précédent. |
| 1588, 26 mai                                                      | Henri de Bourbon                                                  | 1572-1608                                                         | Montpensier | Prince de Dombes puis duc de Montpensier | Capitaine de 100 hommes d'armes ; gouverneur de Normandie (1592) | Régulièrement remplacé dans ses fonctions (voire parfois en titre) par l'amiral de Nogaret, seigneur de La Valette (1553-1593). |
| 1591 - Nomination illégitime Henri Ier de Savoie-Nemours1572-1632 | 1591 - Nomination illégitime Henri Ier de Savoie-Nemours1572-1632 | 1591 - Nomination illégitime Henri Ier de Savoie-Nemours1572-1632 |             | Marquis de Saint-Sorlin. Après avoir conquis militairement le gouvernorat du marquisat de Saluces, il entre en révolte en Dauphiné au service de la Ligue qui lui en confie le gouvernorat ; il n'exerce pas réellement et se ralliera à Henri IV en 1596. | Marquis de Saint-Sorlin. Après avoir conquis militairement le gouvernorat du marquisat de Saluces, il entre en révolte en Dauphiné au service de la Ligue qui lui en confie le gouvernorat ; il n'exerce pas réellement et se ralliera à Henri IV en 1596. | Marquis de Saint-Sorlin. Après avoir conquis militairement le gouvernorat du marquisat de Saluces, il entre en révolte en Dauphiné au service de la Ligue qui lui en confie le gouvernorat ; il n'exerce pas réellement et se ralliera à Henri IV en 1596.            |
| 1592, 2 juin                                                      | Jean d'Aumont                                                     | 1522-1595                                                         | Aumont      | Comte de Châteauroux | Maréchal de France | Fut aussi gouverneur de Champagne et de Bretagne, chevalier des Ordres du roi. À défaut du titre, le pouvoir en Dauphiné tombe entre les mains de Lesdiguières. |
| 1595, 17 décembre                                                 | François de Bourbon                                               | 1558-1614                                                         | Conti       | Prince de Conty | Cumule gouverneur d'Auvergne, de Paris et du Dauphiné | Fait prisonnier en 1599 devant Toissay, laissant sa fonction vacante. Fils puîné, sourd et bègue de Louis de Bourbon prince de Condé et d'Eléonor de Roye, meurt sans enfants malgré deux mariages.                                                                   |
| 1601, 22 mars                                                     | Charles de Bourbon                                                | 1566-1612                                                         | Condé       | Comte de Soissons | Grand-maître de France | Sera aussi gouverneur de Normandie et vice-roi de Nouvelle-France ; après sa mort, le titre de gouverneur est vidé de sa substance. |
| 1612                                                              | Louis de Bourbon                                                  | 1604-1641                                                         | Condé       | Comte de Soissons, seigneur de Condé | Gouverneur de Champagne (1631) | Succède à son père ; peu avant, Créquy-Lesdiguières est nommé lieutenant-Gal en Dauphiné. Suspension par Richelieu des États provinciaux du Dauphiné (1628). |

### Les Lesdiguières en Dauphiné
Le connétable de Lesdiguières, gouverneur de Grenoble (1591) puis lieutenant-général du roi en Dauphiné (1597, à la suite du Lieut.-Gal Alphonse d'Ornano), n'a jamais été gouverneur du Dauphiné en titre, même si l'on peut considérer qu'il en a rempli les fonctions. Ses successeurs au duché de Lesdiguières seront, eux, nommés gouverneurs :
| Date              | Gouverneur                           | Dates     | Blason | Titres                              | Fonctions                  | Commentaires                                                                                                 |
| ----------------- | ------------------------------------ | --------- | ------ | ----------------------------------- | -------------------------- | --- |
| 1642, 3 juillet   | François de Bonne de Créqui          | 1596-1677 | Créquy | Duc de Lesdiguières                 | Pair et maréchal de France | Lieutenant-Gal du Dauphiné à la mort de son père Charles (1638) et petit-fils du Connétable de Lesdiguières. |
| 1661, 13 novembre | François-Emmanuel de Bonne de Créqui | 1645-1685 | Créquy | Comte de Sault, duc de Lesdiguières | Pair de France             | Prend progressivement le gouvernorat à la suite de son père.                                                 |

### Les courtisans en Dauphiné
| Date                  | Gouverneur               | Dates     | Blason   | Titres                                                                            | Fonctions                                                       | Commentaires |
| --------------------- | ------------------------ | --------- | -------- | --------------------------------------------------------------------------------- | --------------------------------------------------------------- | --- |
| 1681, 9 mai           | François d'Aubusson      | 1631-1691 | Aubusson | Comte puis duc (1668) de La Feuillade, duc (1667) puis duc-pair (1668) de Roannez | Pair (1668) et Maréchal (1675) de France                        | Favori de Louis XIV, a eu sa statue place des Victoires.                                                                                 |
| 1691, 12 octobre      | Louis vicomte d'Aubusson | 1673-1725 | Aubusson | Duc de La Feuillade et de Roannais                                                | Premier baron de la Marche, Pair puis maréchal de France (1724) | Lieut.-Gal dans les armées du roi (1704) et gouverneur de Savoie.                                                                        |
| 1719, 6 septembre     | Louis d'Orléans          | 1703-1752 | Orléans  | Duc d'Orléans, de Chartres, de Valois, etc.                                       | Conseiller à la Régence et à la Guerre (1718)                   | Grand-maître de l'Ordre de Saint-Lazare de Jérusalem (1720), Colonel-Gal de l'infanterie (1721). Ne réside pas dans la province.         |
| 1752, ap. 4 février   | Louis-Philippe d'Orléans | 1725-1785 | Orléans  | Duc d'Orléans, de Chartres, de Valois, etc.                                       | Aucune autre fonction                                           | Ne réside pas dans la province. |
| 1785, ap. 18 novembre | Louis-Philippe-Égalité   | 1747-1793 | Orléans  | Duc de Chartres puis d'Orléans                                                    | Dernier gouverneur du Dauphiné                                  | Député de la noblesse aux États-Généraux de 1789, Philippe-Égalité ne réside pas dans la province. Il est guillotiné le 6 novembre 1793. |